# Округ Оклахома (Оклахома)
Оклахома (енгл. Oklahoma County) је округ у америчкој савезној држави Оклахома.

## Демографија
По попису из 2010. године број становника је 718.633, што је 58.185 (8,8%) становника више него 2000. године.
| Група             | 2000.           | 2010.           |
| Белци             | 443.160 (67,1%) | 425.791 (59,3%) |
| Афроамериканци    | 99.241 (15,0%)  | 110.890 (15,4%) |
| Азијати           | 18.573 (2,8%)   | 21.454 (3,0%)   |
| Хиспаноамериканци | 57.336 (8,7%)   | 108.543 (15,1%) |
| Укупно            | 660.448         | 718.633         |